# 弗拉迪米拉·布亚尔科娃
弗拉迪米拉·布亚尔科娃（捷克語：Vladimíra Bujárková，1979年8月13日—），捷克女子田径运动员。她曾代表捷克参加2000年、2004年和2008年夏季残疾人奥林匹克运动会田径比赛，获得二枚银牌。